# Åbo Universitet
Åbo universitet (finsk Turun yliopisto) er et universitet i Åbo i Finland. Det blev oprettet i 1920 og har i dag omkring 18.000 studerende. Universitetet har været statsligt siden 1974. Åbo universitet er landets næststørste universitet og verdens ældste finsksprogede universitet.
Åbo universitet er finsksproget og må iikke forveksles med det svensksprogede Åbo Akademi.
Universitetets bygninger findes overvejende på og ved Universitetsbacken tæt på Åbo Akademi, så at de to har et mere eller mindre sammenfaldende campus. Universitetet har tillige afdelinger i Raumo, Björneborg og Salo.
Rektor for Åbo universitet er professor Keijo Virtanen.
Universitetet blev oprettet for indsamlede midler, hvortil mere end 20.000 personer bidrog. Som minde herom står på hovedbygningen teksten "Vapaan kansan lahja vapaalle tieteelle" ("Et frit folks gave til den frie videnskab"). Finland var blevet selvstændigt få år forinden oprettelsen, og det svensksprogede Åbo Akademi var i 1918 på lignende måde blevet oprettet takket være private midler. Tidligere fandtes i Finland det tosprogede statslige Helsingfors universitet.

## Fakulteter
- Humanistiske fakultet
- Juridiske fakultet
- Matematisk-Naturvidenskabelige fakultet
- Medicinske fakultet
- Pædagogiske fakultet
- Samfundsvidenskabelige fakultet
- Åbo handelshøjskole